# 서울종합예술실용학교
서울종합예술실용학교(서울綜合藝術實用學校, Seoul Arts Colleagues)는 서울특별시 강남구에 위치한 직업전문학교이다. 국문 약칭으로 서종예가, 영문 약칭으로 SAC를 사용하고 있다. 전문대학이 아니라 전문학교이며, 학점은행제를 통한 학위과정을 운영한다. 따라서 학점을 이수 후 졸업 시 교육부장관명의의 학사학위를 수여하며, 학사학위 취득후 국내외 대학원 석사과정 진학이 가능하다. 
2. 역사

## 연혁
- 2003년 3월: 개교

## 교육편제
| 예술                                                                                          | 콘텐츠         | 작가예능       | 제과예술           |
| --------------------------------------------------------------------------------------------- | -------------- | -------------- | ------------------ |
| - 무용전공 - 연기전공 - 뷰티전공 - 모델전공 - 실용음악전공 - 패션전공 - 음악전공 - 디자인전공 | - 공연제작전공 | - 방송구성전공 | - 호텔외식조리전공 |
| 방송MC                                                                                        | 애완동물       | 방송영화       |                    |
| - 쇼호스트전공                                                                                | - 관리전공     | - 제작전공     |                    |

## 논란

### 입법로비 논란
2012년 9월과 2013년 4월에 서울종합예술학교 이사장으로부터 학교 평가에 대한 편의를 청탁받는 과정에서 3천만원을 받은 국가평생교육진흥원의 직원을 구속하였다. 또한 이사장은 서울종합예술직업학교를 서울종합예술실용학교로 이름을 바꾸는 관련 입법에 대해 편의를 봐 달라는 목적으로 새정치민주연합의 신계륜, 김재윤, 신학용 국회의원에게 금품을 제공한 혐의도 받고 있다. 해당 국회의원들은 혐의를 부인하고 있다. 이사장으로부터 5천만원을 받았다고 검찰이 밝힌 김재윤 의원은 구속되었으나 신계륜, 신학용 의원의 구속영장은 기각되었다.

### 등록금 횡령 논란
검찰은 2014년 7월 3일에 서울종합예술학교 이사장을 등록금 및 교비 40억원을 횡령한 혐의로 소환해 조사하였고, 불구속 기소하였다.